# Jolon (Californie)

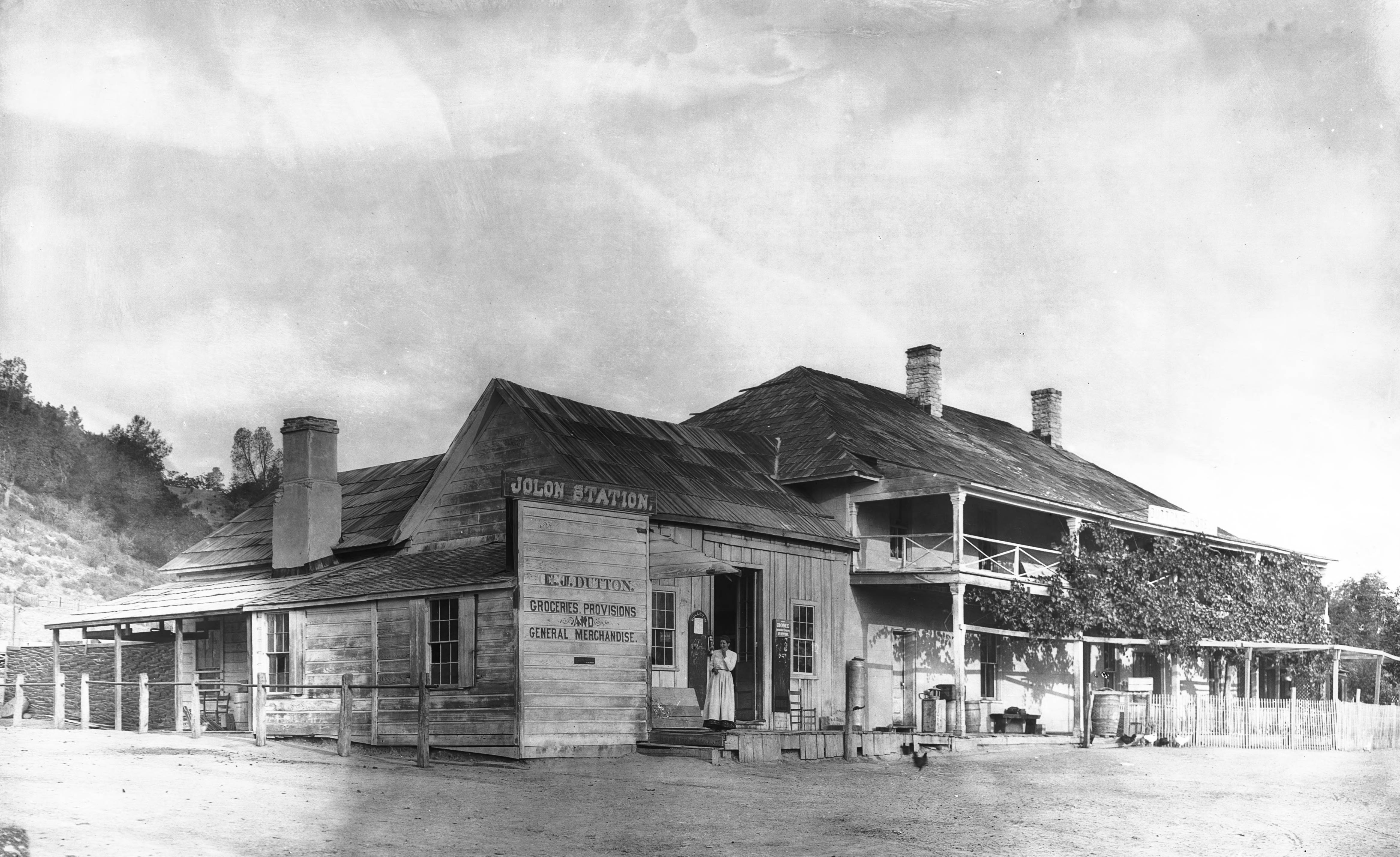
Station et magasin à Jolon, vers 1900-1903

Jolon (en anglais [hoʊˈloʊn]) est un secteur non constitué en municipalité situé dans le comté de Monterey, en Californie, aux États-Unis. Il est situé à 17 milles (27 km) au sud de King City,  à une altitude de 971 pieds (296 mètres). Jolon est située dans la vallée de la rivière San Antonio, à l'ouest de la vallée de la Salinas. Elle se trouve dans une zone rurale. 